# Walther Katzenstein
Walther Katzenstein (ur. 8 października 1878 w Lizbonie, zm. 9 sierpnia 1929 w Hamburgu) – niemiecki wioślarz, złoty medalista olimpijski.
Wystąpił na igrzyskach olimpijskich w Paryżu w 1900, gdzie niemiecka osada Germania Ruder Club w składzie: Gustav Goßler, Oscar Goßler, Walther Katzenstein, Waldemar Tietgens i Carl Goßler (sternik) zdobyła złoty medal w czwórkach ze sternikiem (Finał B). Srebrnych medalistów, Holendrów z klubu Minerva Amsterdam, Niemcy wyprzedzili o 4 sekundy. Na tej samej imprezie wystartował także w ósemkach, w których jego osada zajęła czwarte miejsce. Do brązowych medalistów z klubu Minerva Amsterdam Niemcy stracili 10,2 sekundy.
W późniejszych latach został biznesmenem.
Jego brat, Edgar Katzenstein, także był wioślarzem.